# Laetitia Quist
Laetitia Quist (født 8. november 2001, i Baden-Baden, Tyskland) er en kvindelig tysk håndboldspiller, som spiller for ungarske Mosonmagyaróvári KC SE og Tyskland.

I september 2018 blev hun udnævnt af EHF, som en af de 20 mest lovende talenter i fremtiden, som er værd at holde øje med.